# Tadeusz Lubaczewski
Tadeusz Lubaczewski (ur. 23 czerwca 1895 w Bośni, zm. 1959 w Kanadzie?) – polski prawnik, dyplomata, urzędnik konsularny i publicysta.

## Życiorys
Ukończył gimnazjum w Travniku, następnie studiował prawo i uzyskał w tej dziedzinie tytuł doktora. W czasie I wojny światowej walczył w szeregach cesarsko-królewskiej Obrony Krajowej. Jego oddziałem macierzystym był Pułk Strzelców nr 32. Na stopień podporucznika rezerwy został mianowany ze starszeństwem z 1 sierpnia 1916.
8 stycznia 1924 został zatwierdzony w stopniu kapitana ze starszeństwem z 1 czerwca 1919 i 843. lokatą w korpusie oficerów rezerwy piechoty. Posiadał wówczas przydział w rezerwie do 21 Pułku Piechoty w Warszawie.
W 1920 wstąpił do polskiej służby zagranicznej, w której był m.in. sekretarzem konsularnym w agencji konsularnej w Boguminie (1920), sekretarzem konsularnym w Zagrzebiu (1920–1922), urzędnikiem Departamentu Konsularnego MSZ (1922–1923), wicekonsulem w Lille (1923–1924), ponownie w MSZ (1925–1927), konsulem w Pradze (1927–1931), kierownikiem konsulatu tamże (1930–1931) i radcą handlowym, a następnie kierownikiem wydziału konsularnego poselstwa w Belgradzie (1931–1934), w MSZ (1934–), radcą handlowym w Bukareszcie (1939–). Był delegatem Ministerstwa Pracy i Opieki Społecznej w Jerozolimie (1941–1943), radcą poselstwa przy Królewskim Rządzie Jugosłowiańskim z siedzibą w Kairze (1944) oraz w Londynie (1945), urzędnikiem w MSZ w Londynie (1945–1951), redaktorem „Free Poland Bulletin” (1952–). Następnie przebywał na emigracji w Wielkiej Brytanii i Kanadzie.
Publikował książki i artykuły o tematyce jugosłowiańskiej.

## Ordery i odznaczenia
- Złoty Krzyż Zasługi (30 stycznia 1930)[9]
- Order Korony Jugosłowiańskiej
- Legia Honorowa
- Srebrny Medal Waleczności 2 klasy[1]

## Publikacje
- Jugosławia, Nakład Własny, Warszawa 1921.
- Osadnictwo polskie w Bośni, Przedruk z „Polityki”, Warszawa 1922.